# لين كيلين
لين كيلين (بالإنجليزية: Len Killeen)‏ هو لاعب اتحاد الرغبي جنوب أفريقي، ولد في 19 نوفمبر 1938 في بورت إليزابيث في جنوب أفريقيا، وتوفي بنفس المكان في 31 أكتوبر 2011.